# The First Descendant
The First Descendant es un videojuego RPG de disparos en tercera persona gratuito de tipo looter shooter desarrollado y publicado por Nexon Korea Corporation. El juego se lanzó el 2 de julio de 2024 en todo el mundo.

## Premisa
Los jugadores asumen el papel de "Descendientes", individuos que poseen misteriosos poderes y se han convertido en la única esperanza de la humanidad contra los hostiles Vulgus, una raza alienígena invasora. Luego de que hace muchos años, la humanidad cayera tras una guerra contra los Vulgus, los Descendientes aparecieron, con habilidades heredadas de los ancestros. Estos humanos mejorados son capaces de hacer frente a los Vulgus y luchar para recuperar este mundo, conocido como Ingris.

## Jugabilidad
The First Descendant es esencialmente un juego de disparos en tercera persona; los jugadores podrán avanzar en las misiones del juego a través de diferentes mapas hasta completar la historia principal. En el camino, podrán obtener diversas armas y múltiples tipos de objetos de mejoras para los personajes y el equipamiento. El título presenta un sistema de creación de materiales, armas y personajes, lo que conlleva un intenso grind por parte de los jugadores.

## Personajes
El juego cuenta con 19 Descendientes base jugables, obtenibles a través de la mecánica de Investigación del juego o comprados con dinero real. Cada Descendiente cuenta con sus propias estadísticas, habilidades, atributos y cosméticos propios. A su vez, también existen ocho Descendientes "Ultimate", que son versiones más poderosas de los personajes normales.
| Descendientes | Descendientes Ultimate |
| --- | --- |
| - Ajax - Blair - Bunny - Enzo - Esiemo - Freyna - Gley - Hailey - Inés - Jayber - Keelan - Kyle - Lepic - Luna - Serena - Sharen - Valby - Viessa - Yujin | - Ultimate Ajax - Ultimate Blair - Ultimate Bunny - Ultimate Freyna - Ultimate Gley - Ultimate Lepic - Ultimate Sharen - Ultimate Valby - Ultimate Viessa |

## Recepción
The First Descendant recibió "críticas mixtas o medias", según el agregador de críticas Metacritic. Paul Tassi de Forbes escribió que el juego hizo lo suficiente para distinguirse por tener una jugabilidad y mecánicas sólidas.
El juego recibió críticas mixtas en Steam en su lanzamiento, con los jugadores criticando su grind y sintiendo que incentivaba la compra de microtransacciones. A pesar de esto, el juego encabezó la lista de los más vendidos de Steam en su lanzamiento, y alcanzó un recuento de jugadores de 10 millones durante su primera semana.